# Lufira
Lufira är en flod i Kongo-Kinshasa, ett biflöde till Lualaba. Den rinner genom provinserna Haut-Katanga och Haut-Lomami, i den sydöstra delen av landet, 1 300 km öster om huvudstaden Kinshasa. En damm bildar sedan 1930 Lac Tshangalele som förser Mwadingusha kraftverk med vatten och fungerar som regleringsmagasin för floden. Omedelbart nedströms ligger Koni kraftverk. Nedanför kraftverken flyter floden genom nationalparkerna Kundelungu och Upemba, där en del av floden ingår i provinsgränsen mellan Haut-Katanga och Haut-Lomami. Lufira mynnar ut i Lualaba vid sjön Kisale. Hela bäckenet från Lac Tshangalele till Lac Kisale är ett Ramsarområde, Bassin de la Lufira.